# Espaço de Wiener abstrato
Um espaço de Wiener abstrato é um objeto matemático em teoria da medida, usado para construir uma medida razoável (estritamente positiva e localmente finita) de um espaço vetorial de dimensões infinitas. Tem este nome graças ao matemático norte-americano Norbert Wiener. A construção original de Wiener, conhecida como espaço de Wiener clássico, só se aplicava ao espaço de caminhos contínuos de valores reais referentes ao intervalo unitário. Leonard Gross propôs a generalização ao caso de um espaço de Banach separável comum.
O teorema da estrutura para medidas gaussianas afirma que todas as medidas gaussianas podem ser representadas pela construção de um espaço de Wiener abstrato.

## Definição
Considere {\displaystyle H} um espaço de Hilbert separável, {\displaystyle E} um espaço de Banach separável e {\displaystyle i:H\rightarrow E} um operador linear contínuo injetor com imagem densa (isto é, o fechamento de {\displaystyle i(H)} em {\displaystyle E} é o próprio {\displaystyle E}) que radonifica a medida gaussiana canônica de conjunto cilíndrico {\displaystyle \gamma ^{H}} em {\displaystyle H}. Então, o triplo {\displaystyle (i,H,E)}(ou simplesmente {\displaystyle i:H\rightarrow E}) é chamado de espaço de Wiener abstrato. A medida {\displaystyle \gamma } induzida em {\displaystyle E} é chamada de medida de Wiener abstrata de {\displaystyle i:H\rightarrow E}. 
O espaço de Hilbert {\displaystyle H} é às vezes chamado de espaço de Cameron-Martin ou espaço de Hilbert com núcleo reprodutor.
Algumas fontes consideram {\displaystyle H} um subespaço de Hilbert densamente incorporado do espaço de Banach {\displaystyle E}, sendo {\displaystyle i} simplesmente a inclusão de {\displaystyle H} em {\displaystyle E}. Não há perda de generalização ao tomar o ponto de vista dos "espaços incorporados" em vez do ponto de vista dos "espaços diferentes" mencionado acima.

## Propriedades
- {\displaystyle \gamma } é uma medida de Borel: é definida na sigma-álgebra de Borel gerada pelos subconjuntos abertos de {\displaystyle E}.
- {\displaystyle \gamma } é uma medida gaussiana no sentido de que {\displaystyle f_{*}(\gamma )} é uma medida gaussiana em {\displaystyle R} para toda forma linear {\displaystyle f\in E^{*}}, {\displaystyle f\neq 0}.
- Portanto, {\displaystyle \gamma } é estritamente positiva e localmente finita.
- Se {\displaystyle E} é um espaço de Banach de dimensões finitas, podemos considerar que {\displaystyle E} é isomórfico a {\displaystyle R^{n}} para algum {\displaystyle n\in N}. Considerar {\displaystyle H=R^{n}} e {\displaystyle i:H\rightarrow E} o isomorfismo canônico dá a medida de Wiener abstrata {\displaystyle \gamma =\gamma ^{n}}, a medida gaussiana padrão de {\displaystyle R^{n}}.
- O comportamento de {\displaystyle \gamma } sob translação é descrito pelo teorema de Cameron-Martin.
- Dados dois espaços de Wiener abstratos {\displaystyle i_{1}:H_{1}\rightarrow E_{1}} e {\displaystyle i_{2}:H_{2}\rightarrow E_{2}}, pode-se mostrar que {\displaystyle \gamma }12 {\displaystyle =\gamma _{1}\otimes \gamma _{2}}. Em detalhe:

{\displaystyle (i_{1}\times i_{2})_{*}(\gamma ^{H_{1}\times H_{2}})=(i_{1})_{*}\left(\gamma ^{H_{1}}\right)\otimes (i_{2})_{*}\left(\gamma ^{H_{2}}\right),}
isto é, a medida de Wiener abstrata {\displaystyle \gamma }12 no produto cartesiano {\displaystyle E_{1}\times E_{2}} é o produto das medidas de Wiener abstratas nos dois fatores {\displaystyle E_{1}} e {\displaystyle E_{2}}.
- Se {\displaystyle H} (e {\displaystyle E}) são de infinitas dimensões, a imagem de {\displaystyle H} é um conjunto de medida zero, isto é, {\displaystyle \gamma (i(H))=0}.  Este fato é uma consequência da lei zero-um de Kolmogorov.

## Espaço de Wiener clássico
O espaço de Wiener abstrato mais usado é o espaço de caminhos contínuos, conhecido como espaço de Wiener clássico. Este é o espaço de Wiener abstrato com
{\displaystyle H:=L_{0}^{2,1}([0,T];\mathbb {R} ^{n}):=\{{\text{caminhos a partir de 0 com primeira derivada}}\in L^{2}\}}
com produto interno
{\displaystyle \langle \sigma _{1},\sigma _{2}\rangle _{L_{0}^{2,1}}:=\int _{0}^{T}\langle {\dot {\sigma }}_{1}(t),{\dot {\sigma }}_{2}(t)\rangle _{\mathbb {R} ^{n}}\,\mathrm {d} t,}
{\displaystyle E=C_{0}([0,T];R^{n})}com norma
{\displaystyle \|\sigma \|_{C_{0}}:=\sup _{t\in [0,T]}\|\sigma (t)\|_{\mathbb {R} ^{n}},}
e função inclusão {\displaystyle i:H\rightarrow E}. Esta medida {\displaystyle \gamma } é chamada de medida de Wiener clássica ou simplesmente medida de Wiener.